# Alejandro Carbó
Alejandro Carbó Ortiz (Paraná, Entre Ríos; 16 de abril de 1862-Córdoba, Argentina, 1 de julio de 1930) fue un periodista, profesor y político argentino, que se desempeñó como diputado nacional y provincial, y como senador provincial. Acompañó a Lisandro de la Torre en su candidatura a presidente, en las que perdieron con Hipólito Yrigoyen.

## Infancia y juventud
Alejandro Carbó Ortiz nació en la ciudad de Paraná el 16 de abril de 1862, hijo del matrimonio entre Mateo Gregorio Carbó Rams y Juana Josefa Ortiz de la Torre. No solo Alejandro se destacó en la política nacional, sino que tres de sus siete hermanos también tuvieron una reseñable actuación, a saber: Enrique, quien llegó a ser gobernador de la provincia para el período 1903-1907, senador nacional y ministro de Hacienda durante la administración de Victorino de la Plaza; Romeo, quien actuó como legislador provincial y diputado nacional; y Salvador Luis, quien fue director nacional de Correos y Comunicaciones. Él y sus hermanos eran primos de Salvador Maciá, cuyo apellido materno era Carbó, quien sería gobernador de la provincia en el período 1895-1899.
Carbó realizó sus estudios primarios en el Colegio Sudamericano, perteneciente a los profesores Patricio y Santiago Fitz Simons. Hacia 1874 se inscribió en la Escuela Normal, donde tuvo como docentes a las maestras estadounidenses contratadas por el presidente Domingo Faustino Sarmiento; allí también recibió las enseñanzas de José María Torres, quien se desempeñaba como director de la escuela. Descripto como un alumno sobresaliente, se recibió en 1879, obteniendo el título de profesor.

## Docencia y función pública en Entre Ríos

### Escuela Normal de Paraná

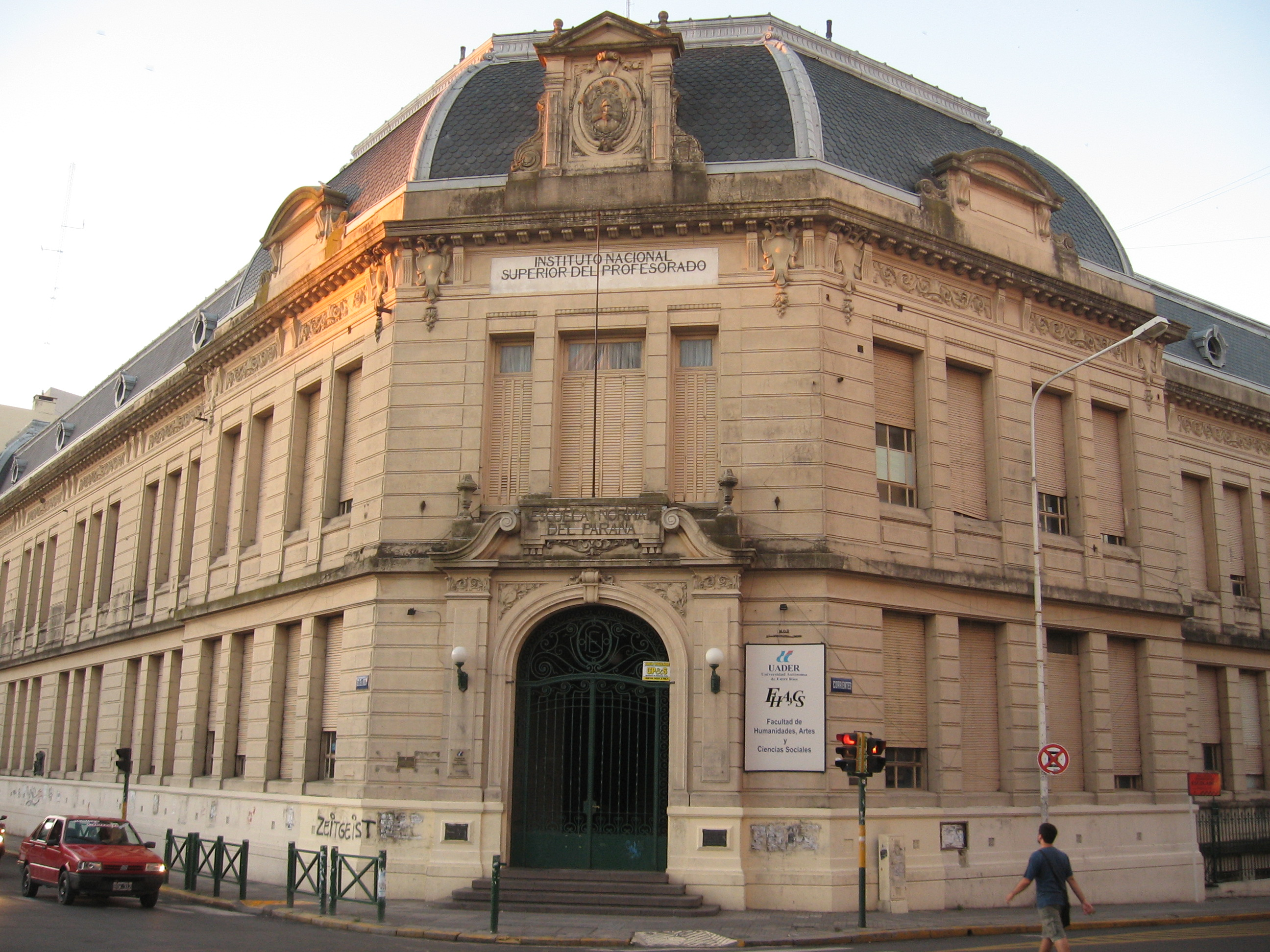
Alejandro Carbó se desempeñó como docente en la Escuela Normal "José María Torres", siendo su director entre 1889 y 1892.

Recién recibido y con tan solo diecisiete años de edad, Carbó comenzó a trabajar como docente en la escuela, quedando al frente de un grado. Hacia 1880, interesado ya en la educación del pueblo, fomentó la creación de la primera escuela nocturna gratuita para adultos; se desempeñó luego como catedrático de lengua y pedagogía en la Escuela Normal. Con el correr de los años, Carbó logró ascender en el instituto, comenzando a ejercer como secretario del mismo en 1884; posteriormente, hacia 1886 es designado vicedirector del establecimiento. Finalmente, alcanzó el grado de director en 1889, con tan solo veintisiete años.
Durante su gestión, Carbó modificó los métodos de enseñanza; reemplazó el aprendizaje mnemotécnico por el análisis, el razonamiento y la consulta bibliográfica e impulsó el uso de la teoría positivista de Auguste Comte, introducida en la escuela por Pedro Scalabrini. Se instalaron los gabinetes de física y química, además de un museo; paralelamente, comenzaron a dictarse conferencias científicas y se crearon sociedades literarias, integradas tanto por docentes como por alumnos. Beatriz Bosch, autora del prólogo introductorio al libro publicado por el Círculo de Legisladores, la describe como la época más brillante de la Escuela.
Hacia fines de 1891, el Ministerio de Justicia e Instrucción Pública envió a Santiago Fitz Simons a realizar un informe sobre el funcionamiento del establecimiento. El mismo, considerado injusto y tendencioso por Carbó, fue motivo de una queja formal ante el ministro Juan Balestra. Al no recibir una respuesta, Alejandro Carbó presentó su renuncia como director de la escuela el 20 de febrero de 1892. Al despedirse de sus compañeros, manifestó que el recuerdo de ese tiempo que habituó mi espíritu a la disciplina calmada y serena de la ciencia, ha de perdurar en mí mientras viva.

### Consejo General de Educación
Hacia 1886, Alejandro Carbó comenzó a desempeñarse como vocal del Consejo General de Educación de Entre Ríos; dicha labor fue paralela a la dirección de la Escuela Normal.

## Trayectoria pública y política
Alejandro Carbó ocupó diversos cargos a lo largo de su vida, relacionados principalmente con la educación y la política. Se desempeñó como director de la Escuela Normal de Paraná, en la cual había estudiado, y de la Escuela Normal de Profesores de Córdoba, que a partir de 1937 lleva el nombre de Escuela Normal Superior "Alejandro Carbó". También fue catedrático de la Universidad Nacional de La Plata. En 1892, el gobernador Sabá Hernández decretó que, con motivo de la Exposición Mundial Colombina de Chicago de 1893, debía crearse en la provincia una comisión que se encargara de que las industrias de Entre Ríos estén debidamente representadas en dicha exposición; Alejandro Carbó integró dicha comisión en el cargo de secretario y tesorero, aunque luego fue elegido presidente de la misma tras la renuncia de Matías F. Erausquin, quien debía ausentarse de la provincia. El trabajo de la comisión se culminó en la obra La Provincia de Entre Ríos.
Ocupó los cargos de diputado y senador provincial, este último entre 1896 y 1898, como también el de diputado nacional; mantuvo este último entre 1898 y 1916. Polemizó con Osvaldo Magnasco, y defendió al gobierno de Leonidas Echagüe de los ataques del exgobernador Sabá Hernández, quien sostenía que el gobierno de este se había convertido en una verdadera oligarquía. Carbó, mediante algunas frases aquí recopiladas, afirmaba que no existía tal gobierno de familia:

La conciencia está hecha sobre esto en Entre Ríos; allí se sabe perfectamente bien que eso no es cierto; pero se engloban unos cuantos nombres de familias tradicionales y antiguas, y se dice: este es pariente de fulano y tiene tal puesto, y este fulano, a su vez, es pariente de tal otro, que tiene tal otro puesto.

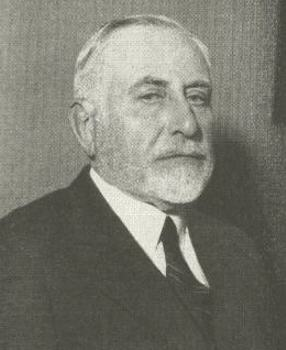
Carbó acompañó a Lisandro de la Torre en su campaña presidencial.

¿Qué extraño tiene que se encuentren 54 individuos honorables, unidos por lazos de parentesco, cuando las familias que forman aquellas sociedades están todas ligadas entre sí?

Carbó participó de la Asamblea Constituyente del Partido Demócrata Progresista, la cual tuvo lugar el 14 de diciembre de 1914 en el Hotel Savoy de la ciudad de Buenos Aires. De esta reunión participaron Felipe Arana, Gervasio Colombres, Gustavo Martínez Zuviría, Joaquín V. González, José F. Uriburu, Carlos Ibarguren, José María Rosa, Benito Villanueva, Julio A. Roca (h.) y Lisandro de la Torre. La Asamblea designó la fórmula de la Torre - Carbó para las elecciones presidenciales de 1916, las primeras tras la aprobación de la Ley Sáenz Peña.
Sin embargo, la fórmula del Partido Demócrata Progresista fue superada por la fórmula radical Hipólito Yrigoyen - Pelagio Luna, que obtuvo 372.810 votos, y por la del Partido Conservador, Ángel Rojas - Juan Serú, que logró 154.549. Con sus 140.443 votos, la fórmula de la Torre - Carbó solo logró superar a la del Partido Socialista, integrada por Juan B. Justo y Nicolás Repetto, que recibió 56.107 votos.

## Homenajes

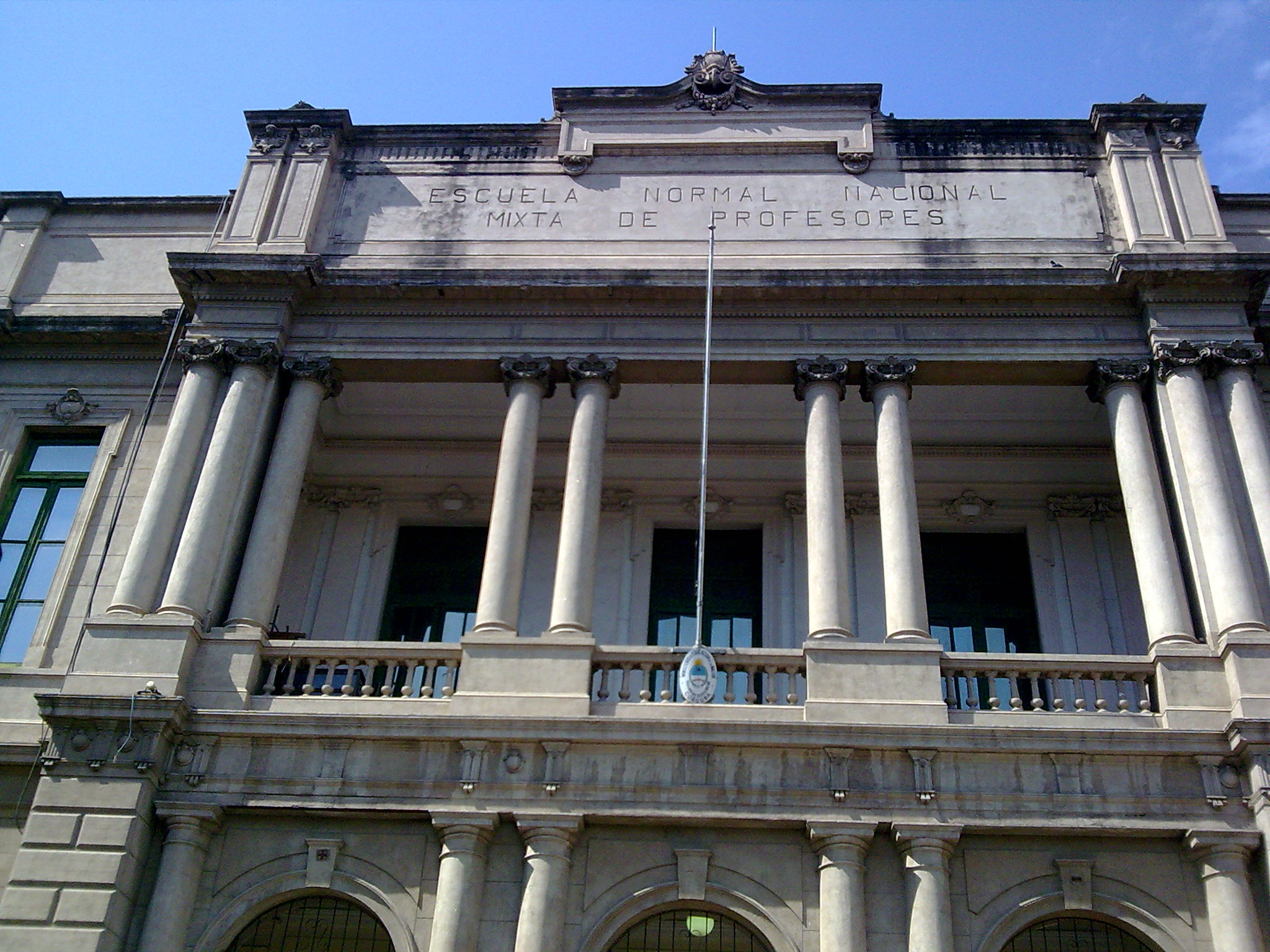
Vista de la Escuela Normal Nacional Mixta de Profesores "Alejandro Carbó", en la Ciudad de Córdoba.

Frente a la Plaza Colón de la ciudad de Córdoba se encuentra la Escuela Normal Superior "Alejandro Carbó", que lleva su nombre en su honor. Fue fundada el 2 de junio de 1884 bajo el nombre de Escuela Normal de Maestras. Posteriormente, en 1913, cambió su nombre por el de Escuela Normal de Profesores, aunque el profesorado debió ser suspendido hasta 1937. Fue restablecido en ese año y se nombró una comisión de homenajes, que decidió que la institución debía llevar el nombre de Alejandro Carbo. En la ciudad de Paraná existe una calle que lleva su nombre, como también en la ciudad de Córdoba. En la ciudad de Concordia existe el Colegio Nacional "Alejandro Carbó", que recibió su nombre el 14 de agosto de 1936.